# Santa María de Grado
Santa María de Grado (Santa María Grau en asturiano y oficialmente) es una parroquia del concejo de Grado, en el Principado de Asturias (España). Alberga una población de 124 habitantes (INE 2009) en 120 viviendas. Ocupa una extensión de 3,02 km².
Está situada en el extremo noreste del concejo. Limita al norte con el concejo de Las Regueras; al este con el de Oviedo; al sur con las parroquias de Berció y Báscones; y al oeste con la de Gurullés.

## Poblaciones

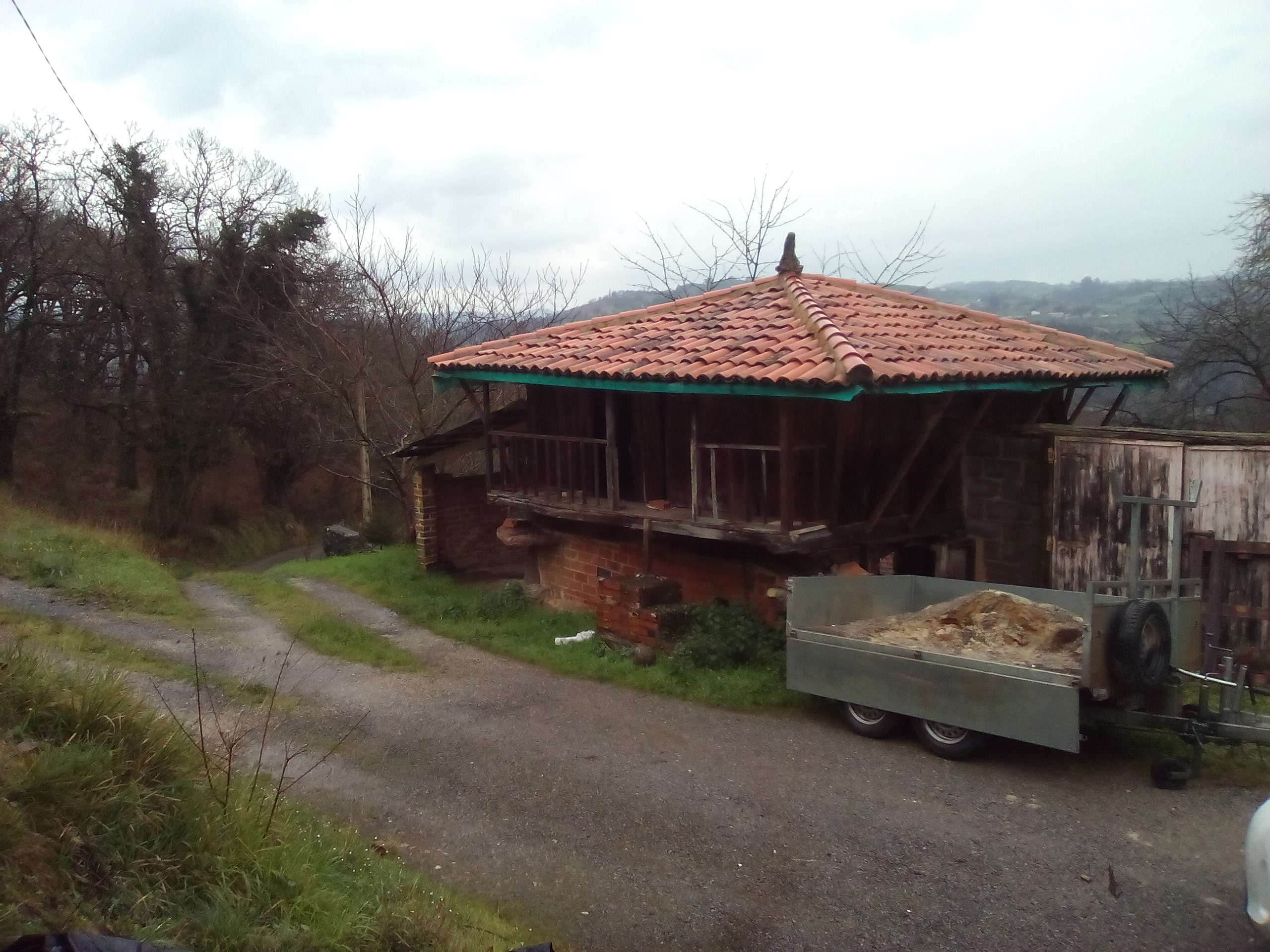
Hórreo con tejado rehabilitado en Santa María de Grado

Según el nomenclátor de 2009 la parroquia está formada por las poblaciones de:
- Barredo (Barréu en asturiano) (lugar): 26 habitantes.
- Castaños (casería): 8 habitantes.
- Cima de Grado (Cimagráu en asturiano) (lugar): 32 habitantes.
- Corros (casería): 2 habitantes.
- Fozante (aldea): 25 habitantes.
- La Carballeda (La Carbayeda en asturiano) (lugar): 6 habitantes.
- La Piedra (casería): 2 habitantes.
- Llera (casería): 23 habitantes.
- La Veiga: 3 habitantes.

## Servicios y comunicaciones
Esta parroquia dispone de su propio apeadero de trenes perteneciente a las líneas de FEVE Oviedo-San Esteban y Oviedo-Ferrol, teniendo trenes hacia la capital del concejo y del Principado cada hora con un tiempo de viaje de 11 minutos a Grado y poco más que 30 minutos a Oviedo.
La autopista A-63 Oviedo-La Espina dispone de una salida a la altura del núcleo, por lo que se encuentra a 8 km vía autopista o carretera de Grado y a unos 16 de Oviedo.

## Asociaciones
En la parroquia de Santa Mª de Grado existen 4 asociaciones actualmente (enero de 2023):
- La Asociación de Vecinos Fuente de la Rina: Que fundada en 2006 incluye a la mayor parte de los vecinos del pueblo, entre otros acciones se ocupa de organizar las fiestas patronales,y sextaferias para la mejora del pueblo en la que participan la mayoría de hombres del pueblo de todas las generaciones.

- La Asociación Juvenil Mala Educación (Anteriormente Generación 2.0) fundada el 23 de diciembre de 2007. Centra sus acciones en la juventud del pueblo, actividades en el pueblo y solicitando ayudas para la mejora de distintos aspectos de la parroquia.

- Club Deportivo Elemental La Güestia fundado el 18 de noviembre de 2008. Dedicado fundamentalmente a actividades relacionadas con la montaña y el senderismo, aunque no de forma exclusiva.

- Asociación de El Güeyu